# San Francisco-öböl
A San Francisco-öböl egy hatalmas természetes kikötő Kalifornia középső részén, melynek legnagyobb és legjelentősebb városa (és megyéje) San Francisco. Az öblöt érintő megyék: San Mateo, Alameda, Santa Clara és San Francisco. Jelentősebb városok még az öböl partján: Oakland, Berkeley, San Mateo, Alameda, South San Francisco. Az öböl közelében található a Stanford Egyetem. Az öböl szigetei: Alcatraz-sziget, Treasure Island, Yerba Buena Island. Az öböl fölött több híd is épült.

## Hídjai
A leghíresebb és legszebb híd a Csendes-óceánt az öböllel összekötő szoros, a Golden Gate-szoros (Aranykapu) fölött ível át, a Golden Gate híd. A narancsszínű függőhidat Joseph Strauss és kisebb csapata tervezte. 1933-ban kezdték meg az építését, és 1937. május 27-én nyitották meg. A híd San Franciscót köti össze Marin megyével. A másik, a Golden Gate-nél kevésbé ismert, de a forgalom szempontjából nem kevésbé fontos és annál hosszabb, az Öböl-híd (7,2 km), a San Francisco-Oakland Bay Bridge San Franciscót köti össze Oaklanddel. A San Mateo Bridge és a Dumbarton Bridge kevéssé ismert.